# Tornavento

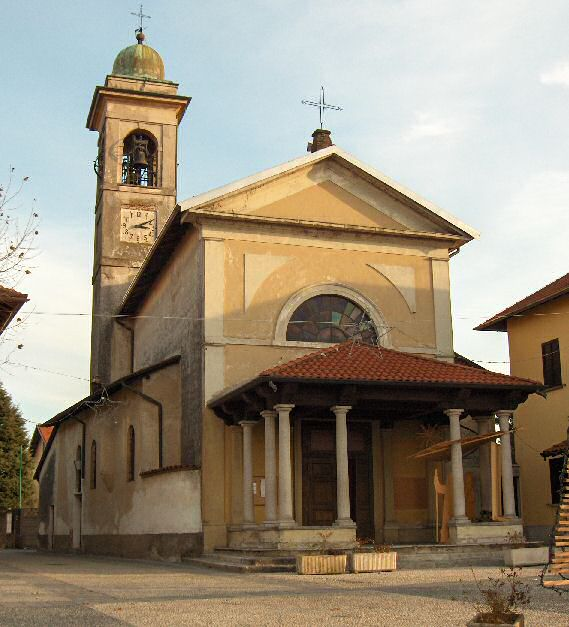
La chiesa parrocchiale di Sant'Eugenio a Tornavento

Tornavento (Tornavent in dialetto varesotto) è una frazione del comune di Lonate Pozzolo, in provincia di Varese. È situata nella valle del Ticino a 170 metri sul livello del mare.

## Storia

### Le origini ed il nome
Della località di Tornavento si hanno notizie da un atto di vendita del 1263 in cui comparivano i due testimoni Guglielmo Pagani e Zanolo de Lamberto. In un atto del 1465 del notaio lonatese Stefanino Cane, con cui i fratelli della Croce affittavano ai fratelli Perotti campi, prati e boschi di Tornavento, è menzionato un terreno nella valle del Ticino subtus Castellatium, cioè che stava sotto una fortificazione antica e ormai cadente.
 Questa struttura poteva fungere da punto di riferimento utilissimo per chi, navigando con barca o barcone sul Ticino, fiume ancora rapido e vorticoso in questo tratto, voleva essere avvertito che era prossimo l'imbocco del Naviglio. Donde l'epiteto di torre segnaletica per i naviganti, turris naventium, italianizzato Tornavento, nome poi esteso anche alle case che sorsero dappresso. Si può ritenere che il castellazzo suddetto sia stato trasformato prima in residenza dei feudatari, infine nell'attuale villa Parravicino.
Tuttavia vi sono indizi seri per un'origine romana di Tornavento: all'inizio del percorso tra i boschi che conduce all'antica dogana Austro-ungarica, sono stati trovati dei blocchi di laterizi che provengono da abitazioni romane presumibilmente del II secolo a.C.

### La battaglia di Tornavento
Il 22 giugno 1636, nei dintorni di Tornavento, tra le truppe del Re di Spagna (signore del milanese in quanto Duca di Milano), capitanate dal governatore marchese di Leganés, e un esercito del Regno di Francia, alleato dei Piemontesi, comandato dal maresciallo di Créquy, fu combattuta nell'ambito della Guerra dei trent'anni una sanguinosa battaglia che lasciò circa 2.000 morti nella brughiera. Una cronaca dettagliata di questo fatto d'armi si trova narrata diffusamente nell'Historia d'Italia di Girolamo Brusoni, edita nel 1656. Ogni anno l'evento è rievocato con una manifestazione folcloristica.

### Storia recente di Tornavento
Tornavento è cresciuto intorno alle proprietà terriere dei nobili Parravicino, praticamente padroni dell'intero centro abitato, come testimonia la Villa Parravicino che oggi si apre sull'omonima piazza. Essi investirono molti fondi per la crescita del villaggio dal punto di vista agricolo, industriale e sociale. L'ingegner Ippolito Parravicino fu anche sindaco di Lonate Pozzolo dal 1875 al 1877.
Il territorio di Tornavento comprende una parte della valle del Ticino, che rappresenta un vero e proprio museo all'aperto di tecnologia idraulica realizzata in epoche differenti. La piazza Parravicino, su cui si apre la parrocchiale di Sant'Eugenio, è stata ristrutturata nel 1997 e vi è stato edificato un belvedere, dal quale è possibile vedere gli innumerevoli corsi d'acqua che rigano il territorio: i canali Villoresi e Industriale, la Gora Molinara, il ponte in ferro sul Ticino, l'inizio del Naviglio Grande con la Casa della Camera, la paladella in granito che divide l'acqua del fiume in due parti: a sinistra l'imbocco del canale, a destra la "Bocca di Pavia" per la quale si proseguiva la navigazione sul fiume. Da lì è visibile anche la Cascina Castellana, dalla quale nell'Ottocento partiva una barca-corriera per il trasporto di persone fino a Milano Porta Ticinese.
Lungo la scarpata che da piazza Parravicino porta al fiume Ticino era stata edificata nell'Ottocento l'ingegnosa Ferrovia delle Barche ideata da Carlo Cattaneo per sollevare le stesse dal Naviglio al pianalto e da lì trasportarle su vagoni trainati da cavalli per 17 chilometri sino a Sesto Calende, con notevole risparmio di tempi e di fatiche rispetto ai modi prima in uso per risalire il Ticino. Cessò la sua attività nel 1865, in conseguenza della costruzione della ferrovia Milano-Arona.

Impianti della Franco Tosi alla centrale termica di Tornavento

Il 4 novembre 1809 un Regio Decreto aggrega Tornavento, che fino ad allora era stato comune autonomo, al comune di Lonate Pozzolo, parte della provincia di Milano. Annullato dal ritorno degli austriaci, il Regio Decreto fu nuovamente emanato il 7 marzo 1869, quando Lonate era parte del circondario di Abbiategrasso e del mandamento di Cuggiono. A fine ottocento, nel 1860 e 1868 si ricordano delle memorabili piene del Ticino. Nel 1896 venne realizzata la via Sant'Anna per congiungere più agevolmente Lonate al capoluogo. Nel 1900 la chiesa di Sant'Eugenio fu elevata a parrocchia; il primo parroco, dal 1900 al 1903, fu don Luigi Genoni. Nel 1997 è stata costituita un'Unità pastorale tra le parrocchie di Sant'Ambrogio in Lonate Pozzolo e Sant'Eugenio in Tornavento.
L'industrializzazione di fine ottocento, innescata dalla suddetta Ferrovia delle Barche, richiamò mano d'opera e determinò l'aumento della popolazione residente: già nel 1900 è attestata nel territorio la filatura di lana Trezzi, mentre la centrale termica a carbone funzionò nel primo decennio del Novecento, producendo energia elettrica per la ferrovia Milano-Gallarate-Varese. Nel 1910 funzionavano in valle il Tubettificio di Tornavento di proprietà Formenti e Gorla e, ai Molinelli, la ditta Gagliardi per la produzione di cotone idrofilo. Sempre nel 1910 al ponte di Oleggio c'era una pista ciclabile ove si esercitava il Velo Club Ticino; contemporaneamente nell'abitato di Tornavento operava l'oste Lattuada, funzionava la scuola elementare con una sola maestra, c'era l'ufficio idraulico del Naviglio Grande. Dopo il 1920 fu fondato il Circolo Cooperativa Sant'Eugenio. Nel 1933 cominciò l'attività l'asilo infantile Parravicino, affidato alle Suore del Suffragio.
Per via della presenza del ponte in ferro sul Ticino, il paese ha subito martellanti bombardamenti durante la seconda guerra mondiale, cui il ponte ha resistito miracolosamente. Essi lasciano strascichi anche oggi, poiché negli ultimi venti anni il paese è stato evacuato almeno tre volte per ritrovamenti di ordigni bellici lungo il fiume.
Nel 1998 Piazza Parravicino viene sottoposta a una ristrutturazione totale. Il progetto, a cura dell'ing. Ferrario, ne ha fatto una delle piazze più suggestive della zona, con una vista unica sulla sottostante valle del fiume Ticino e una panoramica sulla catena delle Alpi che spazia dal massiccio del Monte Rosa alle cime del Monviso.

## Il porto di Tornavento
Storicamente in territorio di Lonate, ma non lontano dall'abitato di Tornavento da cui lo si poteva osservare dall'alto, era edificato il "porto", cioè il traghetto per il trasporto di uomini e merci attraverso il fiume Ticino. Questa realtà importantissima, che pure teneva occupate per il suo funzionamento pochissime persone, era certamente più antica del primo documento finora reperito che ne fa menzione: la concessione in affitto della struttura nell'anno 1421 da parte del comune di Lonate, che ne divideva proprietà e diritti con il comune di Oleggio. Il comune di Lonate concedeva, limitatamente alla quota di sua spettanza, ad Antonio da Cardano, gestore anche del porto di Castelnovate, il diritto di traghettare attraverso il Ticino con le due navi di comproprietà Lonate-Oleggio che allora valevano 34 fiorini d'oro. La bastia era allora sulla sponda di Oleggio.
Il porto dovette cambiare posizione più volte, in obbedienza ai cambiamenti di letto del fiume. Nel 1499 un Piantanida di Oleggio vendette a un nobile Modoni di Lonate un terreno con edifici sulla sponda di Oleggio ad portum novum. Nel 1536 è riconosciuto ai comuni di Lonate e di Oleggio il diritto di "mutare" il porto "de loco ad locum ad eorum libitum".
Nel 1636, nei giorni precedenti la battaglia di Tornavento o del Panperduto di cui si è detto sopra, i soldati franco-sabaudi invasori del Ducato di Milano, "trovandosi il porto dalla parte di là, lo presero et lo trattennero così incordato". Nel 1783 il porto era affittato a certo Masser. Nel 1875 l'impianto era poco a valle del successivo ponte in ferro. Fornito di due barche unite dal soprastante palco munito di parapetto, il traghetto era assicurato con cavo e carrucola ad una fune tesa attraverso il Ticino e si muoveva da una sponda all'altra sfruttando la corrente dell'acqua, con opportuna manovra del timone.
Pochi anni dopo, precisamente nel 1889, fu costruito sul Ticino, per il raccordo tra Lonate e Oleggio, un ponte di ferro che rese anacronistico il secolare traghetto.

## Monumenti e luoghi d'interesse

### Architetture religiose
- Parrocchiale di Sant'Eugenio

### Architetture civili

#### Villa Alessandri Parravicini
L'esistenza della villa è attestata già agli inizi del XVIII secolo, quando la dimora apparteneva a una famiglia - gli Alessandri - beneficiaria di diritti feudali sia su Olgiate Olona sia, dal 1695, su Tornavento. Dotata di un cortile interno, la villa è situata in posizione dominante sulla valle del Ticino.

## Società

### Evoluzione demografica
È solo un'ipotesi che la chiesa di Sant'Eugenio già esistesse nel Trecento; certo era in piedi nel Seicento quando ebbe un cappellano. Il piccolo nucleo abitato crebbe col tempo più degli altri cascinali che si formavano all'intorno, sull'altopiano e nella valle. Gli abitanti erano 89 nel 1824, 251 nel 1864. Nel 1900 Tornavento contava oltre 400 anime (comprese quelle delle adiacenti cascine del pianalto e dei mulini in valle). Al 31 dicembre 2005, infine, esso contava 143 nuclei famigliari per un totale di 348 abitanti.